# 偉大戰駒
偉大戰駒（日語：クレスコグランド），是日本純種競賽馬匹。生涯主要活躍於中距離戰線，曾勝出2011年京都新聞盃。

## 出賽前
2008年1月31日出生於北海道千歲市社台牧場，成長中被馬主堀川三郎購入。
其後交由栗東訓練中心練馬師石坂正訓練。

## 競賽生涯

### 3歲
2011年1月5日出戰京都競馬場3歲新馬戰，雖然比賽途中於中團位置變奏上前進佔好位，但仍然未能迫近Admire Parthia下取得第二。
其後出戰兩場3歲未勝利戰分別以第七及第二完賽後，終於在3月26日的3歲未勝利戰憑借優秀的末腳由中檔位置透出，以1 1/2馬位優勢取得勝利。
贏得首先後出戰條件戰滿利谷賽馬會賞，維持於先頭好位下在直路瞬間衝出超越其他賽駒，最終亦能抵擋後方的壓力取得領先。
5月7日進軍京都新聞盃，比賽初段選擇跟前保持於約莫第六左右的位置，在對面直路後段開始尋找位置準備加速。進入直路後，其隨即衝出以優秀的勢頭不斷加速，最終跑出不足的走勢下在最後一步趕過環球銀行以鼻位優勢取得首個分級賽冠軍。
5月29日出戰東京優駿（日本打吡），賽前僅獲得第九人氣的評價。比賽開始後，其並未快速搶前，而是稍為後退處於約莫第十二左右的位置，在第三彎道開始逐步發力抽出。進入直路後，其面對因天雨造成的大爛地仍然可以維持加速力，最終僅敗於黃金巨匠、凱旋芭蕾、巴比倫王及中山騎士取得一席入板的第五。
於宮城縣山元町山元訓練中心放草過後原定出戰神戶新聞盃作為首季的熱身，然而於9月23日的訓練結束後返回馬房時跌倒並雙膝觸地，雙腳均出現挫傷下退賽兼進入休養。

### 4歲
2012年4月復出以公開賽大阪漢堡盃作為目標，於後方位置逐步變奏衝出下以第三完賽。
然而在其後的春季天皇賞中因為明顯乏力，在直路不斷失速下以包尾第十八大敗。
稍為休養後出戰金鯱賞，但於直路上未能完全跑出優勢，最終以第五的戰績完賽。
其後並未有繼續出戰賽事，但直至2014年5月8日才正式退役。

### 詳細賽績
| 日期       | 舉辦國家 | 馬場 | 距離   | 級別 | 賽事名稱       | 負重 | 騎師     | 馬號 | 出馬 | 名次 | 時間   | 頭馬（二馬）      |
| ---------- | -------- | ---- | ------ | ---- | -------------- | ---- | -------- | ---- | ---- | ---- | ------ | ----------------- |
| 5/1/2011   | 日本     | 京都 | 草2000 |      | 3歲新馬        | 56   | 和田龍二 | 15   | 15   | 2    | 2:06.1 | Admire Parthia    |
| 22/11/2011 | 日本     | 京都 | 草2200 |      | 3歲未勝利      | 56   | 岩田康誠 | 12   | 16   | 7    | 2:16.8 | Gustave Cry       |
| 5/3/2011   | 日本     | 阪神 | 草2000 |      | 3歲未勝利      | 56   | 濱中俊   | 6    | 16   | 2    | 2:04.5 | Maruka Pregio     |
| 26/3/2011  | 日本     | 阪神 | 草2200 |      | 3歲未勝利      | 56   | 濱中俊   | 7    | 18   | 1    | 2:15.4 | （Neo Black Dia） |
| 23/4/2011  | 日本     | 京都 | 草2400 |      | 滿利谷賽馬會賞 | 56   | 濱中俊   | 4    | 12   | 1    | 2:29.2 | （Danon Phoenix） |
| 7/5/2011   | 日本     | 京都 | 草2200 | GII  | 京都新聞盃     | 56   | 武豐     | 5    | 15   | 1    | 2:13.5 | （環球銀行）      |
| 29/5/2011  | 日本     | 東京 | 草2400 | GI   | 東京優駿       | 57   | 濱中俊   | 6    | 18   | 5    | 3:18.6 | 黃金巨匠          |
| 25/9/2011  | 日本     | 阪神 | 草2400 | GII  | 神戶新聞盃     | 56   | 濱中俊   | 8    | 11   | 退賽 | 退賽   | 黃金巨匠          |
| 8/4/2011   | 日本     | 阪神 | 草2400 | OP   | 大阪漢堡盃     | 57   | 濱中俊   | 14   | 14   | 3    | 2:26.5 | 環球銀行          |
| 29/4/2011  | 日本     | 京都 | 草3200 | GI   | 春季天皇賞     | 58   | 濱中俊   | 12   | 18   | 18   | 2:26.5 | 霹靂戰駒          |
| 1/12/2011  | 日本     | 中京 | 草2000 | GII  | 金鯱賞         | 57   | 濱中俊   | 12   | 12   | 5    | 2:00.8 | 碧藍海洋          |

## 退役後
退役後，偉大戰駒成為了配種馬，於北海道浦河町East Stud休養，在2015年進行配種。首批子嗣於2016年出生。首批子嗣可於2018年出賽。
2021年配種季過後由配種馬退役，於引退馬協會的支援下以寄養馬身份先以北海道日高町日高Horse Friend作為中轉站，其後再轉往鹿兒島縣湧水町Horse Trust進行養老生活。
但於日高Horse Friend休養的途中，其被認為性格成合成為乘騎馬，因而被送往千葉縣香取市馬術俱樂部Egret作為乘騎馬工作。

## 血統簡介
父系谷野美酒為日本馬匹，曾勝出東京優駿，亦在多場一級賽事中上名，因傷退役在社台牧場配種且子嗣成績不俗。祖父百仁時間爲美國賽駒，曾勝出當地二級賽，退役後在日本配種，和週日寧靜及東來兵被一同稱爲改變日本賽馬的三匹種馬。
母系Manhattan Fizz為日本賽駒，生涯僅勝出新馬戰。外祖父週日寧靜是美國三冠賽雙冠馬，退役後在日本配種，在日本馬壇相當成功，贏得多項分級賽事，其子嗣贏得巨額獎金。

### 血統表
| 父線：雷弼圖系（Hail to Reason系）     |                               |                 |                 |
| 種馬 谷野美酒 1999年（棗色）           | 百仁時間 1985年（深棗色）     | 雷弼圖          | Hail to Reason  |
| 種馬 谷野美酒 1999年（棗色）           | 百仁時間 1985年（深棗色）     | 雷弼圖          | Breamalea       |
| 種馬 谷野美酒 1999年（棗色）           | 百仁時間 1985年（深棗色）     | Kelley's Day    | Graustark       |
| 種馬 谷野美酒 1999年（棗色）           | 百仁時間 1985年（深棗色）     | Kelley's Day    | Golden Trail    |
| 種馬 谷野美酒 1999年（棗色）           | Tanino Crystal 1988年（栗色） | Crystal Palace  | Caro            |
| 種馬 谷野美酒 1999年（棗色）           | Tanino Crystal 1988年（栗色） | Crystal Palace  | Hermieres       |
| 種馬 谷野美酒 1999年（棗色）           | Tanino Crystal 1988年（栗色） | Tanino Sea-Bird | Sea-Bird        |
| 種馬 谷野美酒 1999年（棗色）           | Tanino Crystal 1988年（栗色） | Tanino Sea-Bird | Flaxen          |
| 繁殖雌馬 Manhattan Fizz 2001年（棗色） | 週日寧靜 1986年（棕色）       | Halo            | Hail to Reason  |
| 繁殖雌馬 Manhattan Fizz 2001年（棗色） | 週日寧靜 1986年（棕色）       | Halo            | Cosmah          |
| 繁殖雌馬 Manhattan Fizz 2001年（棗色） | 週日寧靜 1986年（棕色）       | Wishing Well    | Understanding   |
| 繁殖雌馬 Manhattan Fizz 2001年（棗色） | 週日寧靜 1986年（棕色）       | Wishing Well    | Mountain Flower |
| 繁殖雌馬 Manhattan Fizz 2001年（棗色） | Subtile Change 1988年（棗色） | Law Society     | 聲稱            |
| 繁殖雌馬 Manhattan Fizz 2001年（棗色） | Subtile Change 1988年（棗色） | Law Society     | Bold Bikini     |
| 繁殖雌馬 Manhattan Fizz 2001年（棗色） | Subtile Change 1988年（棗色） | Santa Luciana   | Suleika         |
| 繁殖雌馬 Manhattan Fizz 2001年（棗色） | Subtile Change 1988年（棗色） | Santa Luciana   | Luciano         |
| 雌系：Schwarzgold系（號族：16-c）      |                               |                 |                 |
| 五代內近親交配：Hail to Reason 4×4     |                               |                 |                 |

## 命名由來
名字中，Cresco（クレスコ）為馬主堀川三郎之冠名，出自其曾擔任過董事長的公司Kinki Cresco Co. Ltd.之名字，Grand（グランド）意思即是「偉大」，澳門只取後半部分加以聯想翻譯為「偉大戰駒」。

## 外部連結
- 偉大戰駒 netkeiba.com （页面存档备份，存于）
- 血統表